# مطار شينيوان نالاتي
مطار شينيوان نالاتي (بالصينية: 那拉提机场)(إياتا: NLT، إيكاو: ZWNL) مطار عام يقع بمدينة Künes في شينجيانغ في الصين. يبلغ طول المدرج 2300 م .

## شركات الطيران والوجهات
| شركـات طيـران       | الوجهات                    |
| ------------------- | -------------------------- |
| طيران الصين اكسبرس  | مطار كاراماي جوهاي         |
| خطوط تيانجين الجوية | مطار أورومتشي ديوبو الدولي |

## وصلات خارجية
- http://www.flightstats.com/go/Airport/airportDetails.do?airportCode=NLT